# Oförutsett
Oförutsett var en svensk TV-serie som sändes i SVT under perioden april–maj 1987. Programledare var Jörn Donner, Kristina Lugn och Bert Karlsson. I serien om sju program intervjuades då aktuella svenskar av de tre kedjerökande programledarna. Tonen i intervjuerna var tidvis rätt rå, då man inte drog sig för att komma med obekväma frågor och påståenden till sina gäster. Trots detta så fick programserien bra kritik och relativt höga tittarsiffror. Robert Aschberg inspirerades av programledarnas framtoning när han själv blev programledare för TV3:s kontroversiella debattprogram Diskutabelt 1989.

### Fotnoter
1. ↑  Svensk mediedatabas, läs online, läst: 17 juli 2019.[källa från Wikidata]
2. ↑  Svensk mediedatabas, läs online, läst: 17 juli 2019.[källa från Wikidata]
3. ↑  ”SVT, TV1 1987-04-04”. Sveriges Television. 4 april 1987. https://smdb.kb.se/catalog/id/001706089. Läst 17 juli 2019.
4. ↑  ”SVT, TV1 1987-05-23”. Sveriges Television. 23 maj 1987. https://smdb.kb.se/catalog/id/001706270. Läst 17 juli 2019.